# Eitorf
Eitorf est une commune de Rhénanie-du-Nord-Westphalie (Allemagne), située dans l'arrondissement de Rhin-Sieg, dans le district de Cologne, dans le Landschaftsverband de Rhénanie.

## Géographie
Eitorf est situé au bord de la Sieg, entre les régions naturelles Pays de Berg et Westerwald, à environ 25 km à l'est de Bonn et à 50 km au sud-est de Cologne.

## Évolution démographique
| 1814 | 1871 | 1905 | 1933 | 1950  | 1968  | 2006  |
| ---- | ---- | ---- | ---- | ----- | ----- | ----- |
| 3383 | 5412 | 7323 | 8652 | 11611 | 14513 | 19741 |

## Personnalités liées à la ville
- Heinz-Josef Nüchel (1932-2015), homme politique né à Eitorf.
- Hannes Löhr (1942-2016), footballeur né à Eitorf.

## Jumelage
- Bouchain (Nord) (France) depuis 1974
- Halesworth (Angleterre) depuis 1994